# Croquefer
Personnages
- Croquefer
- Boutefeu
- Ramasse-ta-Tête
- Fleur-de-Soufre
- Mousse-à-Mort

Croquefer, ou Le Dernier des paladins, est un opéra bouffe en un acte de Jacques Offenbach, sur un livret d’Adolphe Jaime et Étienne Tréfeu, créé au théâtre des Bouffes-Parisiens le 12 février 1857.

## Histoire
La première eut lieu au Théâtre des Bouffes Parisiens, rue Monsigny, le 12 février 1857, remportant un grand succès. Croquefer fut joué ensuite à Vienne (sous le titre de Ritter Eisenfraß) en 1864, puis à Londres (sous le titre de The Last of the Paladins) en 1868. Les auteurs défient le règlement qui interdit plus de quatre personnages chantant sur scène aux Bouffes Parisiens, en ajoutant un cinquième ; mais celui-ci, n'ayant plus de langue, ne peut qu'émettre des beuglements dans le quintet. Dans le duo, Offenbach se moque de la Salle Le Peletier qui abrite l'Opéra de Paris,  et donne des extraits d'opéras de Meyerbeer, Donizetti et Halévy.
Croquefer fut entièrement montré à la télévision en 1986 dans le téléfilm documentaire Offenbachs Geheimnis, sous la direction d'István Szabó. Plus récemment, Croquefer a été monté par la Compagnie Les Brigands au Théâtre de l'Athénée avec L'Île de Tulipatan en décembre 2012. 

## Argument
Le théâtre représente la plate-forme d’une tour à moitié détruite. Au fond, la campagne ; à droite de l’acteur, un cachot fermé d’une grille faisant face au public ; auprès, une ouverture qui conduit du bas au haut de la tour et se ferme par une trappe ; autour de la plate-forme, des créneaux démantelés ; à gauche, une porte conduisant dans l’intérieur du château.
Boutefeu, l'écuyer de Croquefer, surveille la campagne à l'aide d'un télescope. Croquefer grimpe sur le quai en avalant malencontreusement son dernier sabre. Mousse-à-Mort, l'ennemi juré de Croquefer, s'approche du château accompagné de six hommes armés, sans doute pour sauver sa fille Fleur-de-Soufre laquelle, enlevée quinze jours auparavant par Croquefer, croupit dans une cellule. Leur guerre de vingt-trois ans a ruiné Croquefer et son château, et celui-ci aimerait y mettre fin. Bien que Mousse-à-Mort ait perdu la plupart de ses parties du corps dans la bataille (y compris la langue), Croquefer a encore peur de lui, et il voudrait faire la paix. Boutefeu aligne sur la tour de faux soldats pour donner l'impression que Croquefer a encore une armée.
Comme Mousse-à-Mort (qui communique à l'aide de signes et de messages) défie Croquefer, Ramasse-ta-Tête, le neveu de Croquefer, apparaît. Croquefer lui ordonne de monter la garde près de la fille de Mousse-à-Mort.
De la cellule où elle est maintenue, Fleur-de-Soufre appelle Ramasse-ta-Tête, et ils chantent un duo d'amour simulé (en citant des airs connus des opéras de l'époque). Boutefeu et Croquefer entrent et se joignent à la danse.
Lorsque Mousse-à-Mort entre, Croquefer lui présente deux options: soit Fleur-de-Soufre  se marie avec lui, soit elle sera tuée. Chacun de son côté, Boutefeu et Fleur-de-Soufre empoisonnent le vin qui sera servi à leurs adversaires. Comme des hommes armés fidèles à Mousse-à-Mort entrent, Ramasse-ta-Tête accepte de se soumettre, à condition qu'il puisse épouser Fleur-de-Soufre. Comme Croquefer et Mousse-à-Mort sont sur le point de se battre, les effets des boissons empoisonnées se font sentir, créant une diarrhée collective. 
À ce stade, Boutefeu présente sur un plateau d'argent une lettre que l'on vient de livrer: Croquefer supplie l'indulgence du public, le compositeur et son librettiste sont emmenés à l'asile de Charenton.

## Distribution originale
Version du 12 février 1857
| Rôle                                                                                    | Interprète      | Tessiture |
| --------------------------------------------------------------------------------------- | --------------- | --------- |
| Croquefer (chevalier sans foi et sans pudeur)                                           | Étienne Pradeau | Ténor     |
| Boutefeu (son écuyer, valet entêté)                                                     | Léonce          | Ténor     |
| Ramasse-la-Tête (son neveu, gentilhomme plein de cœur et d’esprit, mais mauvais parent) | Tayau           | Ténor     |
| Fleur-de-Soufre (princesse infortunée qui se résigne à devenir assassin)                | Mlle Maréchal   | Soprano   |
| Mousse-à-Mort (chevalier incomplet, père de Fleur-de-Soufre, revenant de la Palestine)  | Michel          | Ténor     |

## Airs
| N° | Titre           | Air                                  | Interprètes                                                          |
| -- | --------------- | ------------------------------------ | -------------------------------------------------------------------- |
| 1  | Ouverture       |                                      |                                                                      |
| 2  | Ballade         | Mon château, qu'il était chic        | Croquefer                                                            |
| 3  | Trio            | Oui, c'est moi comme mars en carême  | Ramasse-ta-Tête, Croquefer, Boutefeu                                 |
| 4  | Duo             | Comment c'est vous, un gentilhomme ! | Ramasse-ta-Tête, Fleur-de-Soufre                                     |
| 5  | Galop           | Entends-tu le grelot                 | Ramasse-ta-Tête, Croquefer, Boutefeu, Fleur-de-Soufre                |
| 6  | Chanson à boire | A vos santés je bois                 | Tous                                                                 |
| 7  | Marche          |                                      |                                                                      |
| 8  | Quintette       | O ciel ! ô ciel !                    | Ramasse-ta-Tête, Croquefer, Boutefeu, Fleur-de-Soufre, Mousse-à-Mort |
| 9  | Final           | O vous tous qui m'écoutez            | Tous                                                                 |